# Athyreus larseni
Athyreus larseni — вид жуков-навозников из подсемейства Bolboceratinae.

## Описание
Самец длиной достигает 22,1 мм, шириной до 13,4 мм. Сверху имеет тёмно-бурый окрас. Самки не описаны.

## Распространение
Встречается в Перу.